# Stijve ogentroost
De stijve ogentroost (Euphrasia stricta, synoniem: Euphrasia officinalis) is een tot 30 cm hoge plant uit de bremraapfamilie (Orobanchaceae). In de volksmond wordt de soort ook wel klaaroog genoemd.
De voorkeursstandplaats is op vochtige, kalkhoudende zandgrond, zoals dit bij sommige heidevelden en in de duinen kan voorkomen. De plant is een halfparasiet en onttrekt water en zouten aan grassen.
In Nederland is de plant zeldzaam en staat op de Nederlandse Rode Lijst van planten als algemeen voorkomend, maar zeer sterk in aantal afgenomen.

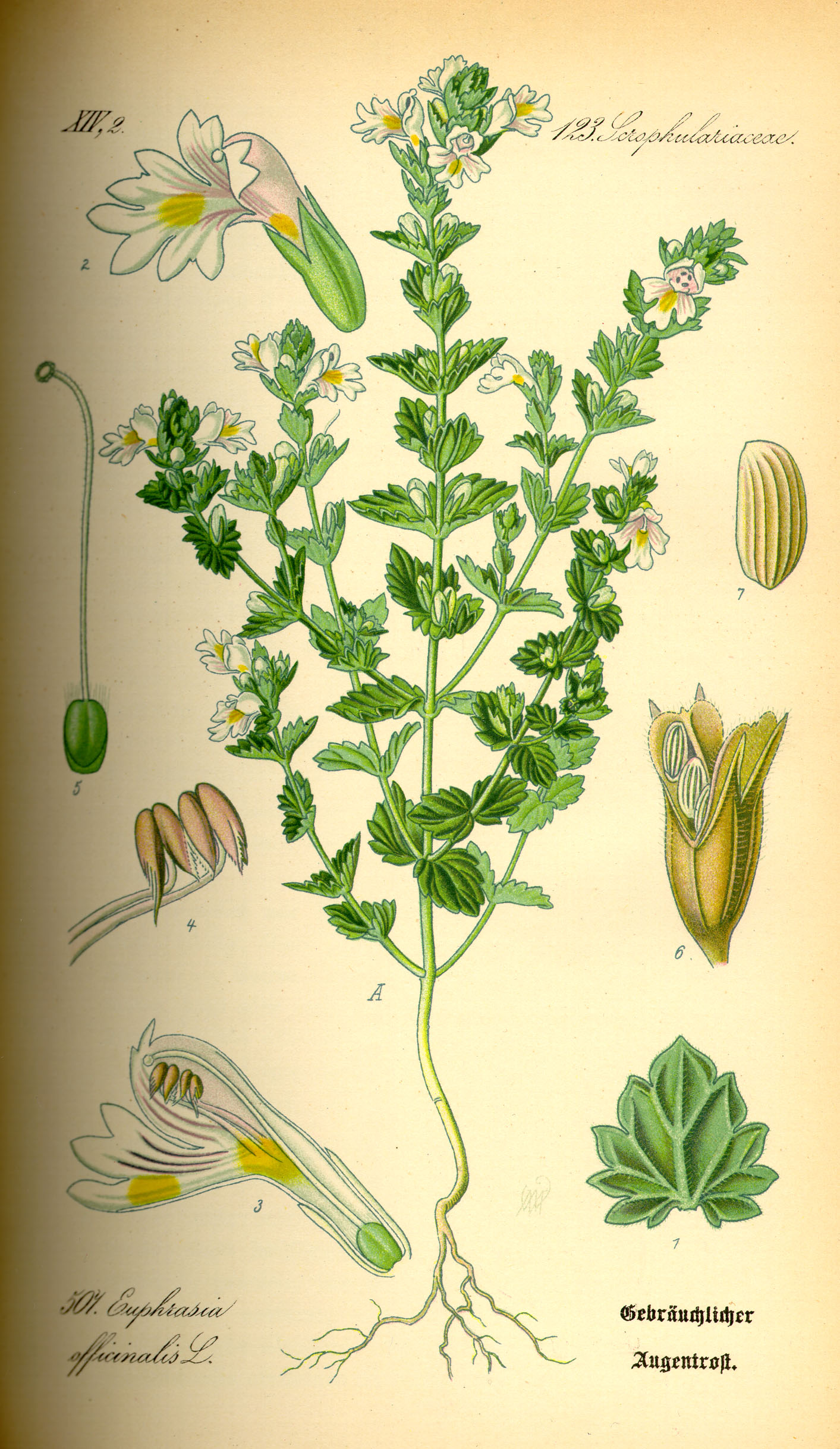
Stijve ogentroost

## Plantengemeenschap
Stijve ogentroost is een kensoort voor het verbond van heischrale graslanden (Violion caninae).